# Heterusia protea
Heterusia protea är en fjärilsart som beskrevs av Druce 1907. Heterusia protea ingår i släktet Heterusia och familjen mätare. Inga underarter finns listade i Catalogue of Life.